# Saint-Leu-d'Esserent
Saint-Leu-d'Esserent è un comune francese di 4 827 abitanti situato nel dipartimento dell'Oise della regione dell'Alta Francia.

## Società

### Evoluzione demografica
Abitanti censiti